# Kokey
Kokey est un arrondissement de la commune Banikoara localisé dans le département de l'Alibori au Nord du Bénin.

## Histoire
Kokey devient officiellement un arrondissement de la commune de Banikoara, le 27 mai 2013 après la délibération et adoption par l'Assemblée nationale du Bénin en sa séance du 15 février 2013 de la loi n° 2013-O5 du 15/02/2013 portant création, organisation, attributions et fonctionnement des unités administratives locales en République du Bénin.

## Administration
L'arrondissement de Kokey fait partie des 10 arrondissements que compte la commune Banikoara.
- Banikoara
- Toura
- Soroko
- Somperekou/Sompérékou
- Ounet
- Kokiborou
- Founougo
- Goumori
- Gomparou[3]

## Population
Selon le Recensement Général de la Population et de l'Habitation (RGPH4) de l'Institut national de la statistique et de l'analyse économique (INSAE) au Bénin en 2013, la population de Kokey compte 2 018 ménages avec 18 596 habitants.
| Indicateur           | 2013   |
| -------------------- | ------ |
| Nombre de ménages    | 2018   |
| Population féminine  | 9 339  |
| Population masculine | 9 257  |
| Population totale    | 18 596 |